# Derek Ringer
Derek Ringer (1956. október 11. –) brit rali-navigátor. Colin McRae navigátoraként 1995-ben világbajnokságot nyert. 

## Pályafutása
1987 és 2003 között vett részt a rali-világbajnokság versenyein. 1987 és 1998, majd 2002 és 2003 között Colin Mcrae navigátora volt világbajnoki futamokon. Ez időszak alatt nyolc győzelmet, tizenöt dobogós helyezést, valamint egy világbajnoki címet szereztek. 
1998-ban Martin Rowe társaként megnyerte a brit ralibajnokságot.
2008-tól az amerikai Travis Pastrana navigátora. 2008-ban, majd 2009-ben is sikerült megnyerniük az amerikai ralibajnokságot.

### Rali-világbajnoki győzelmei
| #  | Dátum                | Rali            | Versenyző   | Autó               | Összefoglaló |
| -- | -------------------- | --------------- | ----------- | ------------------ | ------------ |
| 1. | 1993. augusztus 5-8  | Új-Zéland-rali  | Colin McRae | Subaru Legacy RS   | Összefoglaló |
| 2. | 1994. július 29-31   | Új-Zéland-rali  | Colin McRae | Subaru Impreza 555 | Összefoglaló |
| 3. | 1994. november 20-23 | Brit rali       | Colin McRae | Subaru Impreza 555 | Összefoglaló |
| 4. | 1995. július 27-30   | Új-Zéland-rali  | Colin McRae | Subaru Impreza 555 | Összefoglaló |
| 5. | 1995. november 19-22 | Brit rali       | Colin McRae | Subaru Impreza 555 | Összefoglaló |
| 6. | 1996. június 2-4     | Akropolisz-rali | Colin McRae | Subaru Impreza 555 | Összefoglaló |
| 7. | 1996. október 13-16  | San Remo-rali   | Colin McRae | Subaru Impreza 555 | Összefoglaló |
| 8. | 1996. november 4-6   | Katalán rali    | Colin McRae | Subaru Impreza 555 | Összefoglaló |

## Külső hivatkozások
- Profilja az ewrc.cz honlapon
- Profilja a rallybase.nl honlapon